# Lingua nama
La lingua nama (anche damara, khoekhoe o khoekhoegowab) è una lingua parlata nell'Africa sudoccidentale, appartenente alla famiglia delle lingue khoisan; è considerata parte del gruppo delle lingue khoe-kwadi, ramo settentrionale delle lingue khoisan. La lingua è conosciuta con diversi altri nomi (berdama, bergdamara, ottentotto, kakuya, khoekhoegowap, maqua, namakwa, naman, namaqua, nasie, rooi nasie, tama, tamakwa, tamma).
La lingua nama si configura come un cluster di dialetti, fra i quali i principali sono damara, damara di Sesfontein, namidama, damara centrale e nama; alcuni classificano come dialetto della lingua nama anche l'haiǁom, che altri identificano come lingua a sé stante. Il nama viene parlato dalla omonima popolazione e dai damara, un'altra popolazione geograficamente molto vicina.
La lingua nama è la più importante dell'intera famiglia delle lingue khoisan, con circa 251.000 parlanti per la maggior parte residenti in Namibia. Al contrario della maggioranza delle altre lingue khoisan, il nama ha un uso diffuso a tutti i livelli dell'amministrazione pubblica e viene utilizzato come lingua di insegnamento anche a livello superiore.
Il nama è una lingua tonale, con presenza di tre distinti toni (/á, ā, à/); è contraddistinta (come tutte le lingue khoisan) dalla presenza di numerose consonanti clic (prodotte facendo schioccare la lingua contro il palato o contro i denti). La lingua viene scritta con un alfabeto latino modificato, con l'aggiunta di alcuni simboli per la rappresentazione delle consonanti clic.

## Espressioni comuni
- ǃGãi tses - buona giornata
- ǃGãi ǁhoas - buongiorno
- ǃGãi ǃhoes - buonasera
- Matisa - come stai?
- ǃGãise ǃgu re - arrivederci
- ǃHaese mugus - ci vediamo presto